# Koprivlen
Koprivlen (Bulgaars: Копривлен) is een dorp in het zuidwesten van Bulgarije. Het dorp is gelegen in de gemeente Chadzjidimovo, oblast Blagoëvgrad. Het dorp ligt hemelsbreed ongeveer 79 km ten zuidoosten van Blagoëvgrad en 136 km ten zuidoosten van Sofia.

## Bevolking
Volgens het Nationaal Statistisch Instituut van Bulgarije telde het dorp Koprivlen 1.149 inwoners in 2020, een aantal dat sinds de val van het communisme langzaam maar geleidelijk afneemt.
|  |

Het dorp wordt volgens de volkstelling van optionele 2011 nagenoeg uitsluitend bevolkt door etnische Bulgaren: 1.245 van de 1.292 ondervraagden waren Bulgaren - oftewel 96,4% van alle ondervraagden. 
| Etnische samenstelling van de respondenten (2011) | Etnische samenstelling van de respondenten (2011) | Etnische samenstelling van de respondenten (2011) | Etnische samenstelling van de respondenten (2011) | Etnische samenstelling van de respondenten (2011) |
| ------------------------------------------------- | ------------------------------------------------- | ------------------------------------------------- | ------------------------------------------------- | ------------------------------------------------- |
|                                                   |                                                   |                                                   |                                                   |                                                   |
| Bulgaren                                          | Bulgaren                                          |                                                   | 96,4%                                             | 96,4%                                             |
| Turken                                            | Turken                                            |                                                   | 0,0%                                              | 0,0%                                              |
| Roma                                              | Roma                                              |                                                   | 0,0%                                              | 0,0%                                              |
| Anders/Onbekend                                   | Anders/Onbekend                                   |                                                   | 3,6%                                              | 3,6%                                              |